# Avanpostul (roman)
Avanpostul (în poloneză Placówka) este un roman din 1886 al scriitorului polonez Bolesław Prus.